# Batracomorphus dolon
Batracomorphus dolon är en insektsart som beskrevs av Knight 1983. Batracomorphus dolon ingår i släktet Batracomorphus och familjen dvärgstritar. Inga underarter finns listade i Catalogue of Life.